# Ambition (crucero)
El Ambition (anteriormente el Mistral de Festival Cruises, Grand Mistral de Iberocruceros, Costa neoRiviera en Costa y  AIDAmira en AIDA) es un crucero de la clase Mistral. Actualmente navega para la compañía británica Ambassador Cruise Line, junto a sus compañeros de flota Ambience y el futuro Renaissance.

## Historia

### Primeros años. Festival e Iberocruceros
El año 1999 el Mistral debutaba con la naviera Festival Cruises, un barco de 48.200 toneladas y con una capacidad máxima de 1200 pasajeros. Hizo su crucero inaugural el 17 de julio de 1999, un crucero de 7 días desde Génova hacia las islas griegas. Más tarde operó desde Guadalupe en el Caribe después de su temporada inaugural en el Mediterráneo. Más tarde operó principalmente desde Cuba.
Cuatro años después la compañía de cruceros quebraba, pasando el barco a formar parte de la flota de la española Iberocruceros. Fue rebautizado en esos momentos como Grand Mistral después de ser adaptado al gusto del crucerista español. Durante 10 años perteneció a la flota de la compañía de cruceros española hasta que Costa Cruceros anunció que el Grand Mistral pasaría a formar parte de la naviera italiana

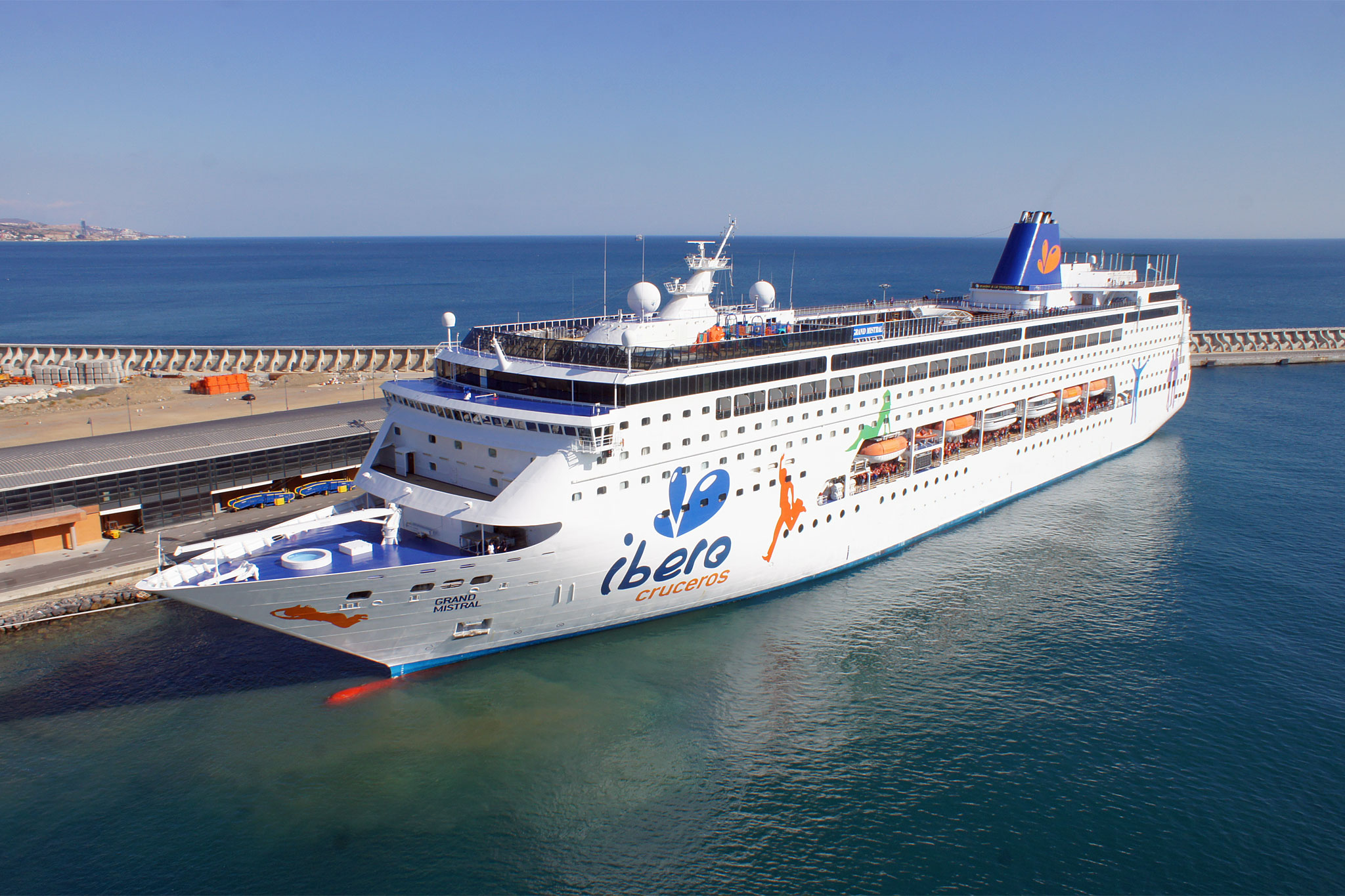
El Grand Mistral en Málaga, en 2010.

### Costa neoRiviera
Costa Cruceros lo reformó por unos 10 millones de euros en la transformación del barco para integrarlo en su flota neoCollection, una nueva forma de navegar, mucho más tranquila, con escalas más largas en los puertos, una cuidada gastronomía y un catálogo de excursiones innovador. Compartía estatus de neoCollection con los Costa neoRomantica y Costa neoClassica.
El 25 de mayo de 2018, la compañía de cruceros alemana AIDA hizo público que el Costa neoRiviera se uniría a su flota como AIDAmira a partir de diciembre de 2019. Hizo cruceros por el sur de África durante el invierno de 2020.

### AIDAmiray parón COVID-19

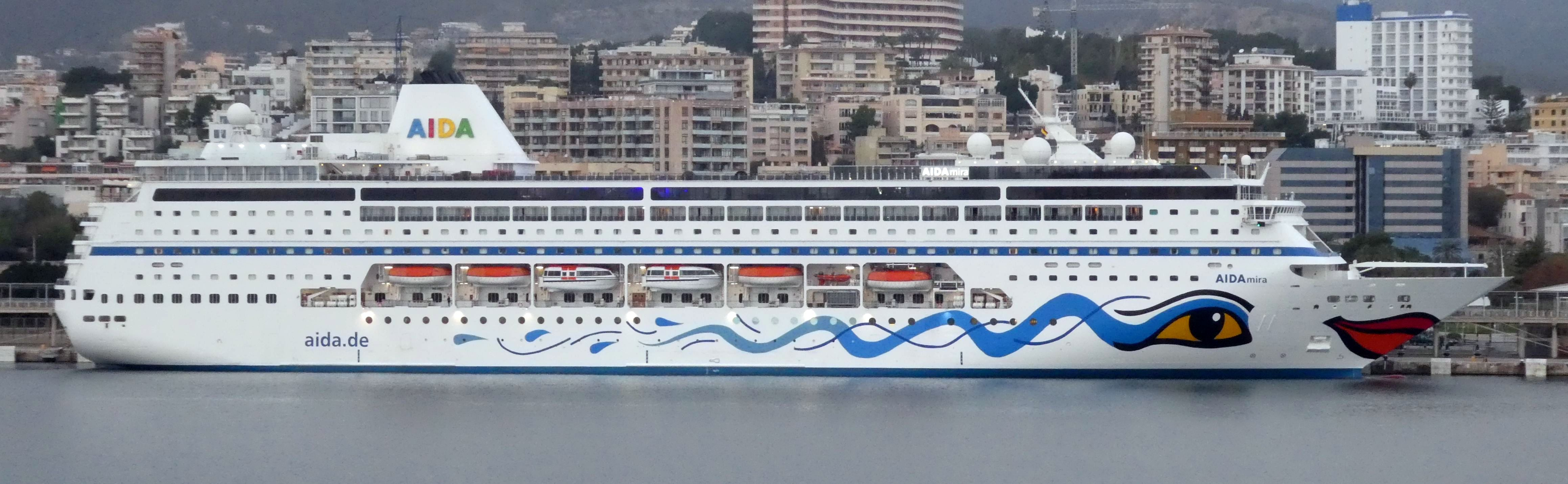
En Palma de Mallorca como AIDAmira, 2019.

El 29 de noviembre de 2019, el navío se retiró oficialmente de la flota de Costa. Del 30 de octubre al 28 de noviembre de 2019 se llevó a cabo una importante reforma del buque, valorada en 50.000€, que consistió en la reforma total de las aéreas públicas como bares, restaurantes, salones, también la gran mayoría de camarotes. El 30 de diciembre se llevó a cabo el bautismo del buque en Palma de Mallorca, la Madrina de la ceremonia fue la modelo alemana Franziska Knuppe. Estaba programado para regresar al Mediterráneo de mayo a septiembre de 2020, navegando dentro de la región del Mediterráneo Oriental desde Corfú, aunque la pandemia de COVID-19 provocó que AIDA suspendiera sus operaciones. 

### Ambition
En enero de 2022, AIDA vendió el barco a Ambassador Cruise Line, que le cambió el nombre a Ambition. En abril de ese año fue enviado a Bar, Montenegro, para una reforma integral. Comenzó a prestar servicio en verano de 2023 en el Reino Unido.

#### Gastronomía
A bordo del Ambition hay lugares para desayunar, comer y cenar para todos los gustos, desde el tradicional té de la tarde hasta cenas de gala junto a los oficiales o el capitán del barco, lo que brinda amplias oportunidades para que los huéspedes se sorprendan y disfruten durante su viaje.
- Restaurante Buckingham y Restaurante Holyrood: Son los restaurantes principales del Ambition. Inspirados y diseñados para brindar a los huéspedes una experiencia gastronómica maravillosa. Desayunos con un buffet completo con un plato caliente servido en la mesa y para el almuerzo habrá un entrante, sopa y postre servidos al estilo bufé con el plato principal servido en la mesa.  Las cenas con compuestas por 5 platos.
- Borough Market: restaurante estilo buffet informal, presenta una gran cantidad de sabores de todos los rincones del mundo, lo que permite a los huéspedes crear su propia experiencia gastronómica única.
- Lupino's: restaurante de especialidades mediterráneas con servicio de cenas. Los huéspedes pueden esperar ensaladas mediterráneas frescas, mezze y más. 

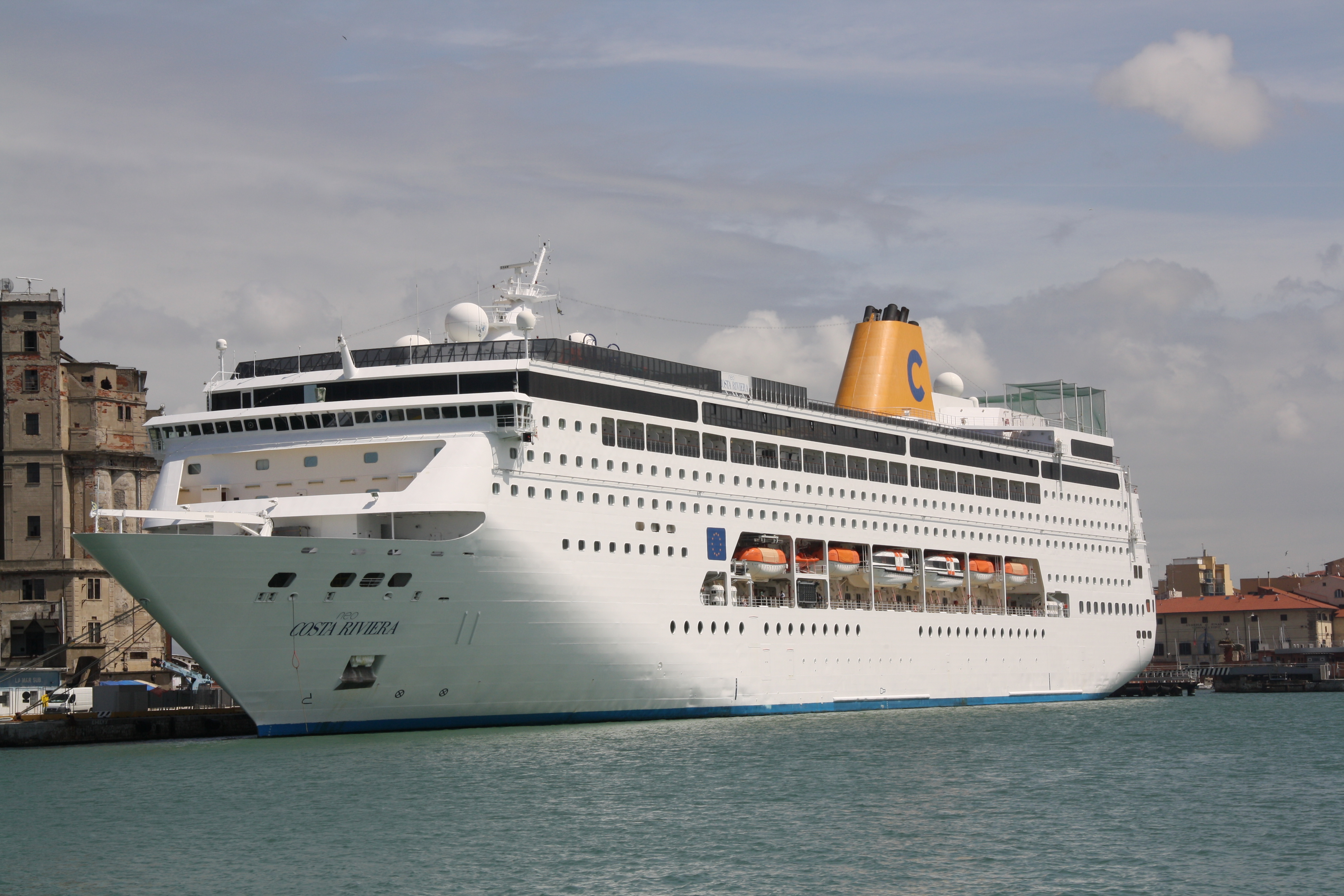
Como Costa neoRiviera.

- Saffron: restaurante de especialidades asiáticas. Servicio personalizado de alta calidad y sabores increíbles de la India y Goa, y en viajes de mayor duración a Tailandia, el Lejano Oriente asiático y más.
- Chef's Table: experiencia de cena íntima y exclusiva. Esta experiencia, que sirve nueve platos cuidadosamente seleccionados y diseñados para deleitar con cada bocado, además de cinco vinos perfectamente combinados.
- Alfresco Grill: sirve comidas informales. Para aquellos que desean una comida informal por la tarde, el Alfresco Grill sirve hamburguesas, perritos calientes, pizzas, papas fritas, etc.
En cuanto a bares y cafeterías podemos destacar:
- Cavern: ofrece cabaret en vivo, juegos y entretenimiento.
- Coctel Clifton Lounge: sirve todo tipo de bebidas alcohólicas, cafés, zumos, aguas, vinos.
- Pool Bar y Consulate Bar: ubicados en la zona de las piscinas con todo tipo de refrigerios. 
- Otros bares incluyen The Angel Bar con vistas a la recepción. Y, para todos los momentos previos y posteriores al teatro, tenemos el elegante bar Pendennis y el Purple Turtle Wine Bar.